# Жестоко пиће
Жестоко пиће је алкохолно пиће које се производи дестилацијом житарица, воћа, поврћа, или шећера који су већ прошли алкохолну ферментацију. Други термини за алкохолна пића укључују: спирит, дестиловано пиће, алкохолна пића или тврда пића. Процес дестилације концентрише течност како би се повећао њен алкохол по запремини. Пошто алкохолна пића садрже знатно више алкохола (етанола) од других алкохолних пића, сматрају се „тврђима“; у Северној Америци, термин hard liquor се понекад користи за разликовање дестилованих алкохолних пића од недестилованих, док је термин spirits чешћи у Великој Британији. Неки примери алкохолних пића укључују вотку, рум, џин и текилу. Ова пића често одлежавају у бурадима, на пример у производњи бредија и вискија, или се додају ароме да би се формирала ароматизована пића, као што је абсинт.
Етилалкохол (или шпиритус), који се налази у свим алкохолним пићима, добија се процесом алкохолног врења (разлагања шећера на етилалкохол помоћу квасца) воћних сокова, меласе, скроба и целулозе. Различите врсте алкохолних пића зависе од врсте разложеног шећера. Код извесних материја тај шећер већ постоји у основном облику (грожђе, меласа), док се у другим (житарице, кромпир) скроб претвара у шећер додавањем ензима (биолошких катализатора). Најпознатији извор таквих ензима је јечам или слад.
Док се реч liquor обично односи на дестилована алкохолна пића, а не на пића произведена само ферментацијом, понекад се може користити шире за означавање било којег алкохолног пића (или чак безалкохолних производа дестилације или разних других течности).
Као и друга алкохолна пића, алкохол се обично конзумира због психоактивних ефеката алкохола. Жестоко пиће се може конзумирати самостално („чисто“), обично у количинама од око 50 millilitres (1,7 US fluid ounces) по сервираном пићу. У неразређеном облику, дестилована пића су често благо слатка и горка и типично дају осећај печења у устима са мирисом који потиче од алкохола, и процеса производње и старења; тачан укус варира између различитих врста жестоких пића и различитих нечистоћа које садрже. Жестока пића се такође често мешају са другим састојцима да би се формирао коктел.
Брза конзумација велике количине алкохола може изазвати тешку интоксикацију алкохолом или тровање алкохолом, што може бити фатално. Конзистентна конзумација алкохола током времена корелира са већом смртношћу и другим штетним ефектима на здравље, чак и у поређењу са другим алкохолним пићима.

## Номенклатура
Термин 'жестоко пиће' односи се на алкохолно пиће које не би требало да садржи додат шећер и обично садржи 35–40% алкохола по запремини (ABV). Воћни бренди, на пример, познат је и као „воћни дух“.

## Жестоко пиће
Жестока пића (или дестилисана пића, дестилована пића) се производе од пречишћеног рафинисаног алкохола који се добија дестилацијом комине од шећерне репе, шећерне трске, плодова јечма, ражи, кукуруза, кромпира и других. У жестока пића спадају: виски, вотка, џин, рум, бренди и друго.
Ликери су посебна група јаких алкохолних пића коју карактеришу заједничке особине да су произведени на бази алкохола и шећерног сирупа. У саставу ликера алкохол може бити од природних ракија или рафинисани алкохол, сласт од инвертног шећера (сахароза или мед), глукозног сирупа, а ароматичне материје, као и боја од биљних производа или плодова. Ликери се деле на: слатке, горке и специјалне. Слатки ликери на воћне ликере, ликере са воћном аромом, ароматичним дестилатима и ароматизоване ликере. Горки ликери се производе од горких екстраката са мање шећера. Специјални ликери се деле на кордијал, емулзионе, коктеле и пунч.

### Дестилација
Ферментацијом се код алкохолних пића као што је вино добија свега 15% алкохола. Међутим, приликом производње етилалкохола, после ферментације следи дестилација којом се алкохол концентрише у шпиритус.
Обична дестилација је одвајање течности од њених неиспарљивих састојака. Течност се ставља у казан који се греје, паре из казана одводе се у кондензатор где се хладе и кондензују, и тако добијена течност дестилат, скупља се у одређену посуду. Дестилација може бити прекидна, тј. дестилира се одређена количина комине, а затим се уводи нова, или непрекидна, када се у казан непрестано уводи нова смеса и одводи остатак (џибра). Код прекидне дестилације састав је променљив и слабији према крају дестилације. Код непрекидне дестилације постоје вертикални бакарни цилиндри са хоризонталним кружним плочама које проузрокују да се пара и течност мешају и то доводи до издвајања алкохола на врху и воде при дну казана. Подешавањем довода паре и комине постиже се стална равнотежа уз добијање чистог алкохола који непрестано притиче са врха и употребљене воде при дну казана.
Једноставни казани дају алкохол мање концентрације, док повезани казани дају шпиритус са већом концентрацијом алкохола. Бакарни (једноставни) казани напуњени вином или комином греју се директно или индиректно помоћу паре. Када маса прокључа испарљиве материје се дижу према врху казана. Паре које стигну до врха казана одводе се према кондензатору, где се кондензују и прикупљају. Алкохол се постепено издваја дестилацијом, а у казану остану само неиспарљиви остаци.
Дестилисани алкохол ретко је намењен непосредној употреби. Често се годинама чува у дрвеним бачвама да би стекао богату арому, као што је то случај код вискија и коњака. Квалитет алкохола често зависи од времена проведеног у дрвеним бачвама. За продају на тржишту дестилисани алкохол се углавном разблажује водом, па таква мешавина садржи 40% алкохола.

#### Процес дестилације
Процес дестилације зависи од састојака и производа који се жели добити. Сирови састојци који стварају шећер за ферментацију ферментишу се у каци са сладом. За виски и коњак комина се дестилира у казанима, а добијени алкохол се поново дестилише у казанима за шпиритус. Затим се држи у храстовим бачвама и може се мешати пре флаширања. Комина за друга алкохолна пића може се непрекидно дестилисати у торњу за дестилацију уз додавање ароматичних материја. Ароматизовани алкохол може се још једном дестиловати у казану. На тај начин се производе џин и вотка.

### Виски од слада и житарица
Шкотски виски од слада прави се од комине јечменог слада. Ферментисана комина из специјалних резервоара дестилише се у казанима, а затим се цео процес понавља. У шкотским дестилеријама вискија слад стоји у огромним кацама. Оне су пуне млевеним јечмом и врућом водом. Течна комина (уз додатак слада пре ферментације) пуна растворених материја из слада, пропушта се кроз рупичасте плоче на дну казана. Ферментисана комина се греје у казанима док се не дестилише слаб алкохол. Слични али мањи казани пуне се мешавином слабог алкохола и нечистог шпиритуса добијеног на почетку и на крају дестилације. Нови виски се добија од алкохола из средњег дела дестилационог процеса. Остатак дестилата се скупља и поново враћа на дестилацију. Добијен виски се чува у храстовим бачвама осам, дванаест и више година.
Виски од слада меша се са шкотским вискијем од житарица да би се добио мешани шкотски виски. Виски од житарица добија се од комине претходно скуваног кукуруза и дела јечменог слада. Комина се дестилише у два казана. Виски од житарица и слада чува се у одвојеним бачвама и меша се непосредно пре претакања у флаше. Ирски виски прави се од житарица (јечам, пшеница и раж) које су помешане са јечменим сладом. Бурбон се производи у америчким државама Кентаки и Илиноис од комине житарица која садржи најмање 51% кукуруза. Дестилат стоји четири године у новим храстовим бачвама које су пре пуњења угљенисане са унутрашње стране. Канадски виски је мешавина јако ароматизованог вискија дестилисаног од ражи и слабијег вискија од кукуруза.

### Остала жестока пића
Бренди је свако алкохолно пиће добијено печењем и дестилацијом белих вина, и преврелих воћних сокова; вештачки бренди се прави од алкохола, есенције и боје. Коњак је алкохолно пиће добијено дестилацијом белих вина и сазревањем (2-3 и више година) у храстовим бачвама. Производи се у околини француског града Коњака. Сличан дестилат вина производи се код нас у Крушевцу под називом вињак. Рум се добија дестилацијом превреле меласе шећера од шећерне трске; оригинални рум, где проценат алкохола може бити и 90%, производе Куба, Јамајка и Бразил. Вотка је врста јаке руске ракије која се производи од житарица, или кромпира процесом врења и дестилацијом, и садржи од 35% до 70% алкохола.
Алкохолно пиће добијено врењем и дестилацијом пиринча, шећерне меласе и разних палми, назива се арак. Пије се углавном на Средњем и Блиском истоку. Код нас је то назив за јаку ракију ароматизовану анисом која се производи у околини Охрида. Калвадос се добија од јабука, а текила од кактуса.
Џин је јако алкохолно пиће које се добија дестиловањем комине, различито справљене са клеком, бадемом, коријандером и др. Производи се највише у Холандији и Енглеској.
Ликери су жестока алкохолна пића која садрже 20-40% алкохола, мање или више шећера, разна етарска уља или воћне сокове. Џин, вотка и ликери обично се не остављају да одстоје пре пуштања у продају.